# Invasión Drag
Invasión Drag es una película documental de 2020 dirigido por el director peruano Alberto Castro que presenta a varias drags que han participado en el reconocido y exitoso programa mundial RuPaul's Drag Race, junto con las drags peruanas.

## Sinopsis
En el año 2017, un grupo de 32 artistas que participaron en RuPaul’s Drag Race, un programa de competencia de drag queens, se presentó en Lima, Perú, ofreciendo espectáculos que agotaron rápidamente las entradas. Esto fue algo sorprendente que inspiró y dio impulso a la comunidad LGBT+ peruana, en un país que se considera conservador, religioso y homofóbico. Todo este acontecimiento artístico fue documentado por Alberto Castro, quien inicialmente buscaba acercarse a sus artistas favoritas de drag, pero terminó creando un documental acerca de este arte en particular.

## Reparto
Un total de 32 drag queens provenientes del programa RuPaul, junto con las drags peruanas, inspiraron a muchos jóvenes a expresarse de manera diferente en sus propias propuestas. Entre ellas destacan Bianca del Río, Alaska Thunderfuck, Manila Luzon, Raja, Valentina, Jujubee, Alyssa Edwards, Courtney Act, Aja, Milk, Jessica Wild, Yara Sofía, Cynthia Lee Fontaine, Morgan McMichaels, Tatianna, Trinity the Tuck, Nina Bonina Brown, y drags peruanas como Tany de la Riva y Georgia Hart.
“Estoy contento y emocionado de que se aumente la visibilidad drag. Conocerlas (a las participantes) nos ayudó mucho a mejorar nuestro estilo drag, a ubicarnos y enfrentarnos a una multitud. Nos hicimos representantes de este país y me siento muy orgullosa de eso”, comenta Tany de la Riva, una de las participantes del documental.

## Producción
Las locaciones donde se filmó la producción fueron la discoteca Cocos en Lince, el Hotel BTH en San Borja y el Aeropuerto Jorge Chávez en el Callao, todos situados en Lima, Perú.
Alberto Castro menciona que al principio se acercó al mundo de las drag queens más como un fan que como cineasta, pero su interés creció y lo llevó a explorar este universo en profundidad. Como resultado, comenzó a trabajar en un documental y dedicó mucho tiempo a la investigación y la escritura. Sin embargo, cuando la popularidad del programa disminuyó, Castro se encontró con un exceso de material que no sabía cómo utilizar. En un primer momento, consideró hacer un recopilatorio estilo documental de conciertos, pero esta idea finalmente le pareció superficial. Mientras tanto, en otro proyecto, estaba lidiando con temas internos. Después de un tiempo, finalmente comprendió lo que realmente había sucedido ese año.

En el 2019, retomó el proyecto y comenzó a preguntarse acerca de por qué y cómo sucedió todo. Fue entonces cuando comenzó la reconstrucción de lo que ahora es su documental. Este documental es una especie de crónica de lo que sucedió en el 2017 y al mismo tiempo, una radiografía de la sociedad peruana en cuanto a los derechos LGTBIQ+, la aceptación de la comunidad y la dificultad que han tenido para encontrar un espacio seguro para ellos.
“Creo que en el Perú existen aún pocos espacios donde la comunidad pueda ser libre y divertirse. Los eventos que se realizaron con motivo de la llegada de las drag queens se convirtieron en espacios de libertad. El documental busca mostrar esto y el impacto que tuvo en la comunidad”, señaló Castro.
Durante la producción de su largometraje, surgió la pandemia, lo que resultó paradójico para el director. Aunque retrasó el estreno del filme, esta situación también le permitió enfocarse en su finalización. No obstante, puesto que no recibió financiamiento de fuentes públicas o privadas, tuvo que ahorrar e invertir su dinero para completar la producción. Es por ello que trabajó en otros proyectos para generar ingresos mientras encontraba tiempo para terminarla.
Así comenzó Alberto Castro su trilogía de películas sobre la comunidad LGBT+ con Invasión Drag. A partir de ese momento, se adentra en un mundo que no había sido presentado en una película peruana, mostrando las vidas, aspiraciones y puntos de vista de la comunidad, quienes afirman su identidad y su arte con orgullo bajo la dirección del director.

## Premios y nominaciones
El documental hizo su debut internacional en el 31.º Inside Out Film Festival en Toronto como parte de la selección oficial. También fue presentada en otros festivales durante el año 2021 como NewFest 2021 en Estados Unidos y el 25.º México Mix Festival de Cine en la Ciudad de México. El 23 de junio de 2022, se estrenó a nivel nacional en cines comerciales.
En el año 2023, el Festival de Cine de Málaga incluyó la película en la sección Latam Focus, que rindió homenaje al Perú como país invitado especial. La obra recibió apoyo del Ministerio de Cultura del Perú con el Estímulo a la Promoción Internacional en 2021 y 2023.